# Tom Morgan (musicien)
Pour les articles homonymes, voir Tom Morgan et Morgan.
Tom Morgan, né le 3 mars 1970, est un musicien et compositeur australien connu en particulier pour avoir fait partie du groupe indie pop Smudge. Gagnant de plusieurs prix internationalement et aimé par la presse, Morgan a également écrit et coécrit un bon nombre de chansons connues pour le groupe The Lemonheads de Boston. Ses autres groupes comprennent Sneeze, The Givegoods, Godstar, Tofu Kok et Bambino Koresh. En 2003, il se maria à la musicienne argentine-espagnole Leticia Nischang (120 min, Sweet Thing, Sneeze, The Givegoods et Bambino Koresh).